# Alexander Maximilian Seitz

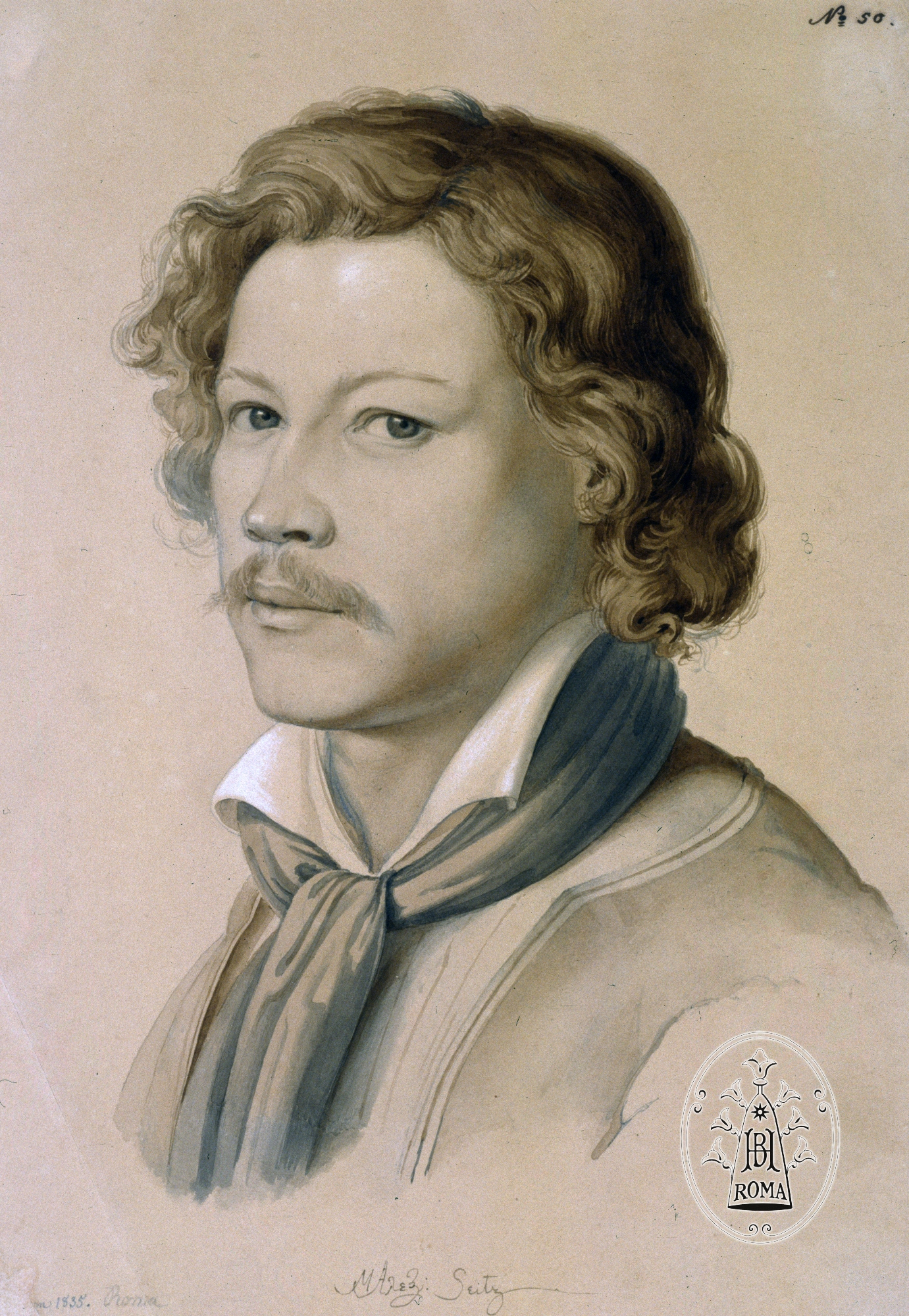
Alexander Maximilian Seitz, gezeichnet von Johann Martin von Rohden, Rom 1835

Alexander Maximilian Seitz (* 1811 in München; † 18. April 1888 in Rom) war ein deutscher Maler.

## Leben

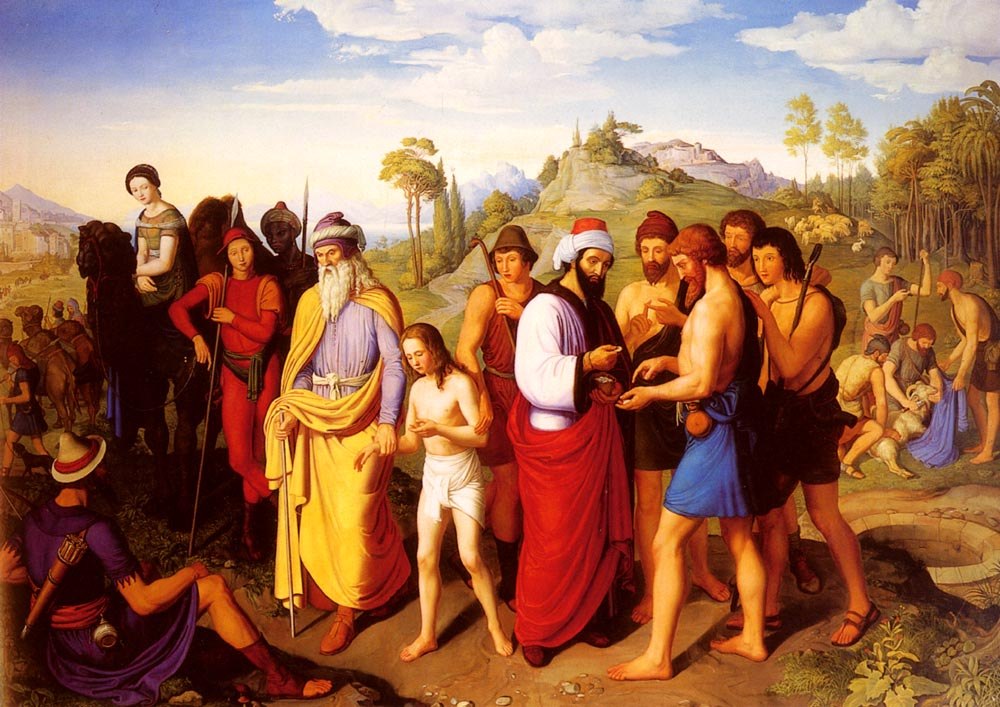
Josef als Sklave verkauft

Seitz wurde 1811 als Sohn des Kupferstechers Johann Baptist Seitz geboren. Schon im Alter von 12 Jahren wurde er 1823 Schüler an der Münchner Akademie der Künste aufgenommen und lernte bei Peter von Cornelius und Heinrich Maria von Hess. Nachdem er 1829 mit dem Bild Joseph von seinen Brüdern verkauft einen Erfolg gehabt und in der Allerheiligenkirche in München einige der Fresken nach Heß’ Entwurf ausgeführt hatte, ging er 1835 mit Cornelius nach Rom, wo er sich den Nazarenern anschloss und insbesondere Friedrich Overbeck nahestand.
Seitz ließ sich bald ganz in Rom nieder und heiratete dort Gertrud geb. Platner, Tochter des Diplomaten-Malers Ernst Zacharias Platner. Der in Rom geborene Sohn Ludwig Seitz (1844–1908) betätigte sich als Kunstmaler und vatikanischer Galeriedirektor im ähnlichen Stil wie sein Vater. Seitz starb am 18. April 1888 in Rom.

## Werk
Alexander Maximilian Seitz arbeitete vor allem als Historien- und Genremaler. Er malte vor allem religiöse Motive und schuf Altarbilder und Fresken. Seine Genrebilder greifen das römische Volksleben auf und sind geprägt von figurenreichen Kompositionen, die eng mit dem Stil der Nazarener verbunden sind.